# Selfoss (cascata)
Selfoss è una delle grandi cascate che segnano il percorso del fiume Jökulsá á Fjöllum nel nord dell'Islanda, che prosegue per circa 30 km, attraverso la natura selvaggia del Parco nazionale Jökulsárgljúfur, prima di sfociare nella baia di Öxarfjörður, nel Mare Artico.

## Descrizione
Selfoss è la prima delle tre grandi cascate che si incontrano sullo Jökulsá á Fjöllum procedendo dalla sorgente verso la foce. È alta dagli 8 ai 14 m e si presenta come un velo d'acqua che cade formando un ferro di cavallo con numerosissimi salti sulle rocce. Spesso il vapore sollevato è visibile dall'orlo del canyon, sul percorso verso Dettifoss, la cascata con più portata di tutta Europa, situata a circa un chilometro più a valle.
Il fiume si origina dal ghiacciaio Vatnajökull e pertanto la portata d'acqua varia secondo le stagioni, le condizioni atmosferiche e l'attività vulcanica della zona.

## Galleria d'immagini

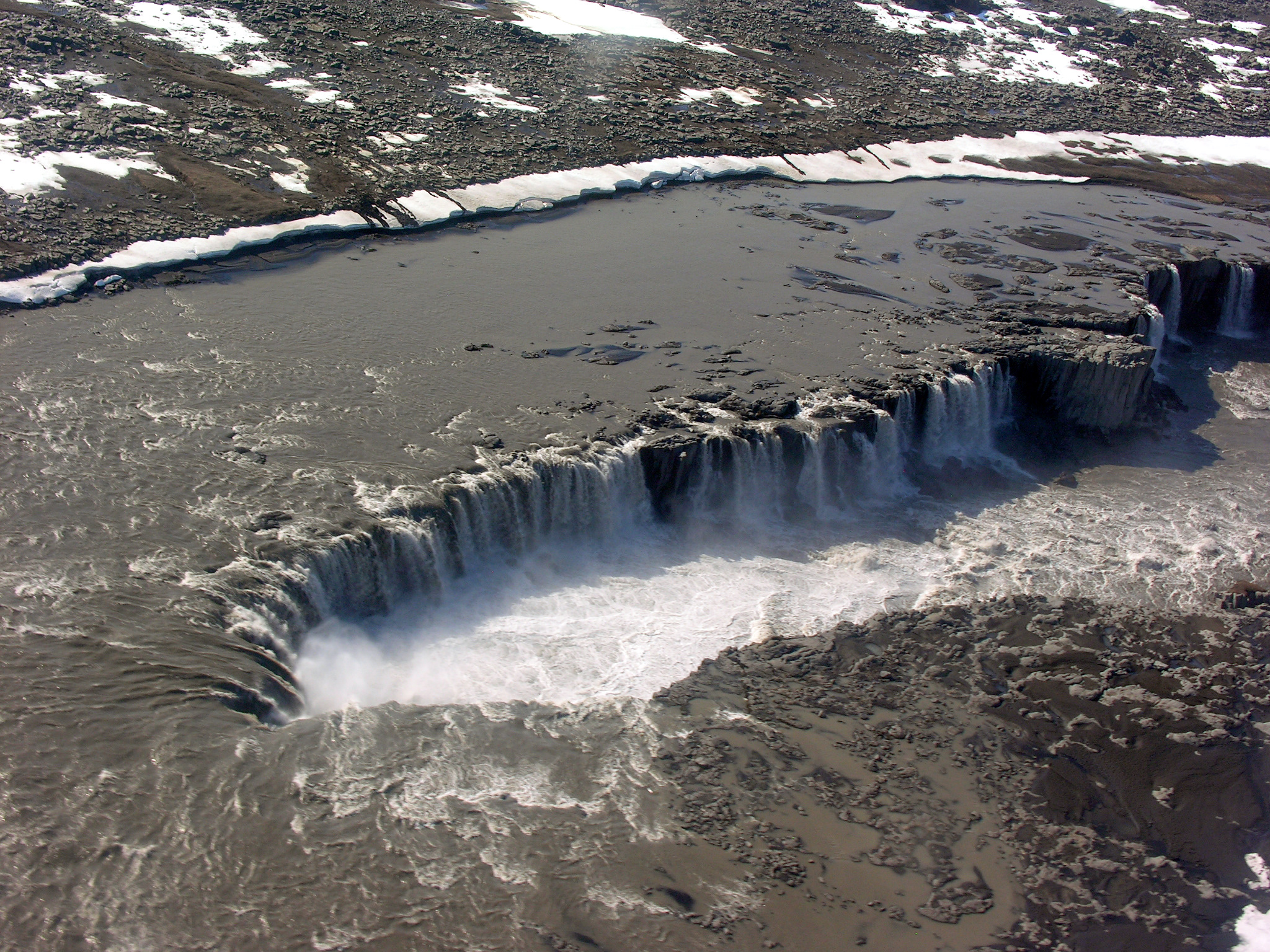
Veduta aerea del ferro di cavallo di Selfoss
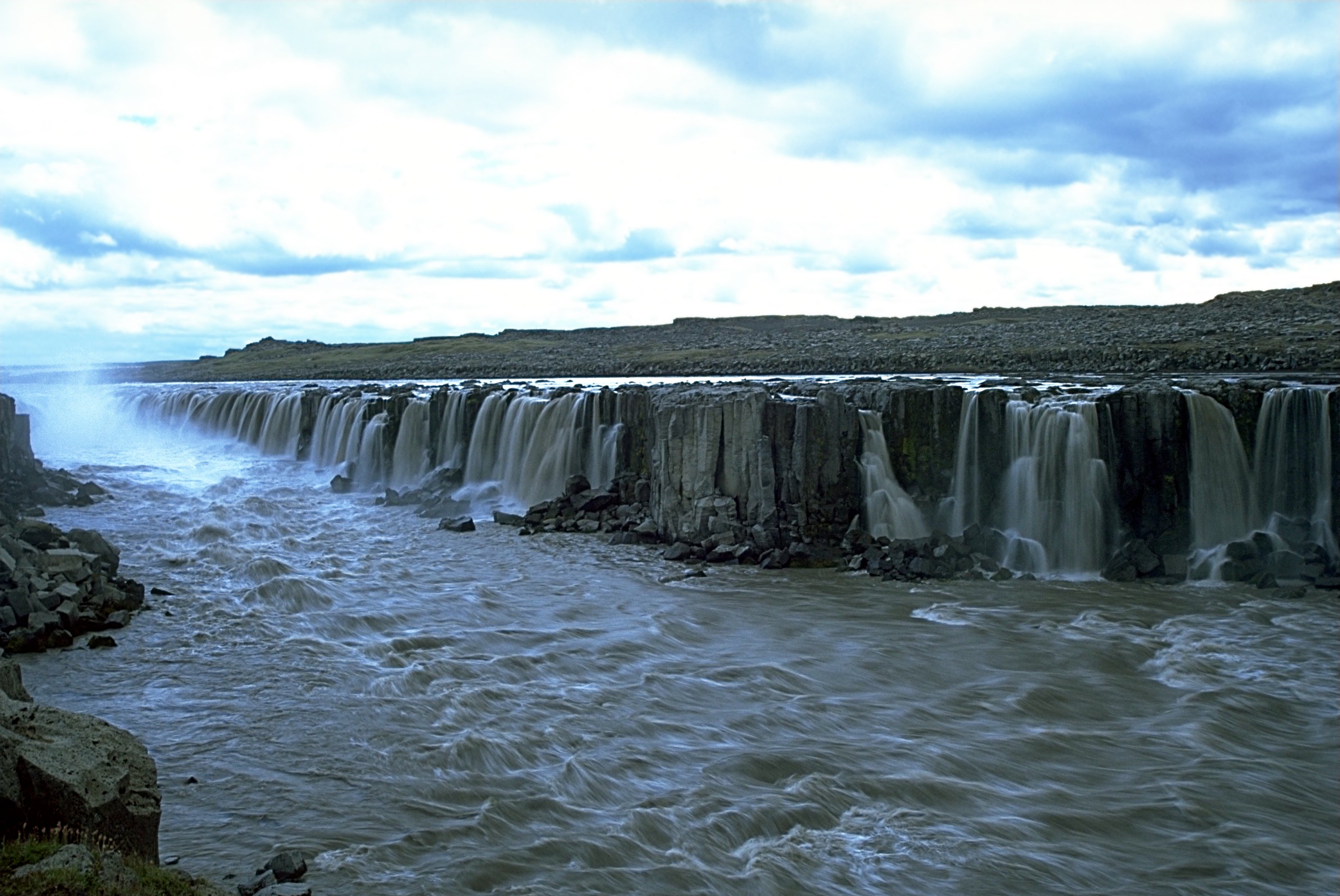
La cascata vista da nord-est

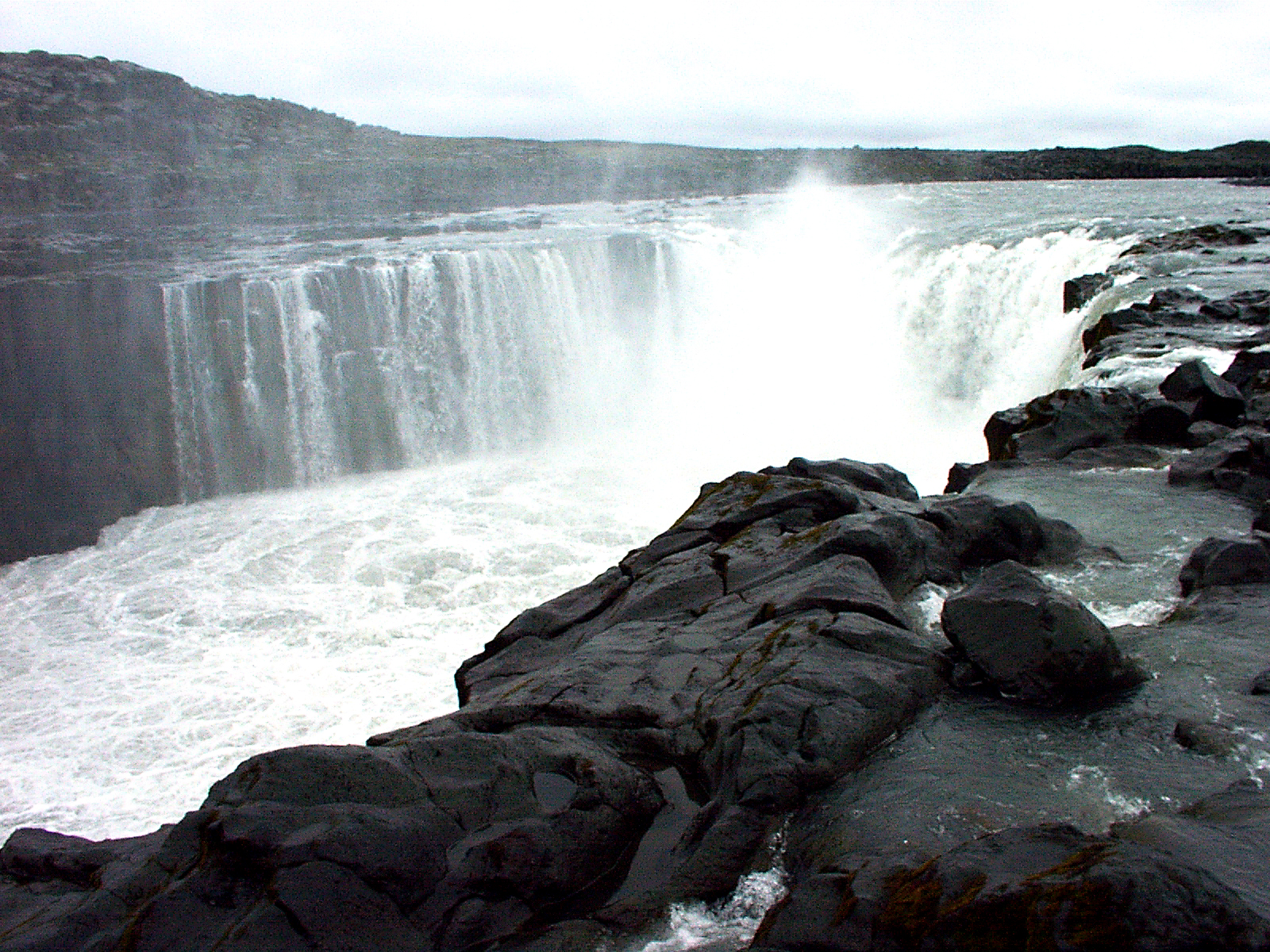
Veduta ravvicinata di Selfoss